# 大叶兰站
大叶兰站（羅馬化：Bolshaya Yelan）是俄羅斯薩哈林鐵路的一個車站，位於南薩哈林斯克。其前身為日治時期鐵道省樺太東線的車站大澤站（日语：／ Ōsawa eki */?）。

## 歷史
- 1911年1月1日 - 開業。
- 1941年 - 樺太鐵道(股份)國有化後屬於樺太東線之一站。
- 1945年8月 : 蘇聯紅軍進攻庫頁島後，包含車站全線均被蘇聯紅軍所接收，更名为大叶兰站。

## 運行狀況
- 下行，落合站與敷香站各2條行駛，行駛上敷香站、行駛白浦站與行駛豐原站各1條。上行，行駛大泊站有6條與行駛大泊港站有1條。

## 車站周邊
- 豐原飛機場